# Fresnicourt-le-Dolmen
Fresnicourt-le-Dolmen é uma comuna francesa na região administrativa de Altos da França, no departamento de Pas-de-Calais. Estende-se por uma área de 7,95 km². Em 2010 a comuna tinha 793 habitantes (densidade: 99,7 hab./km²).